# Ilustrowana encyklopedia historii Łodzi
Ilustrowana encyklopedia historii Łodzi – jednotomowa, ilustrowana, polska encyklopedia opublikowana w Łodzi w latach 2008-2015  .

## Historia
Pomysł napisania encyklopedii dotyczącej historii miasta Łodzi zrodził się w 2008 podczas obchodów 585. rocznicy uzyskania praw miejskich w redakcji miesięcznika „Piotrkowska 104”. Przyjął on formę koncepcyjną opracowania zeszytów historycznych dziejów Łodzi od jej zarania we wczesnym średniowieczu aż po współczesność .
"Łódź poszukuje swojej tożsamości i tradycji historycznej, która budzi w ostatnich latach coraz większe zainteresowanie. Można nawet zaryzykować stwierdzenie, że nasze miasto niejako „odzyskuje” swoją historię – tę sprzed wielu wieków, a także z okresu ostatnich stuleci kiedy to z rolniczej mieściny przekształciła się w przemysłową metropolię." – Arkadiusz Grzegorczyk, Ilustrowana encyklopedia historii Łodzi, zeszyt I, 2008. 
Początkowo encyklopedia została opublikowana w wydaniu zeszytowym pod tytułem Ilustrowana Encyklopedia Historii Łodzi. Suplement historyczny jako dodatek do łódzkiego czasopisma "Piotrkowska 104", którego wydawcą był Urząd Miasta Łodzi. Edytorem zawartości encyklopedii był redaktor naczelny pisma Arkadiusz Grzegorczyk. Redaktorem wydania był Andrzej Janecki. Część nakładu przekazana została nieodpłatnie przez wydawcę łódzkim szkołom. W 2015 wyszła książkowa edycja opublikowana nakładem wydawnictwa Arkadia .

## Opis
Encyklopedia ma układ oparty na periodyzacji historycznej. Przyjęto następujący podział :
- wieś monarsza – założona ok. XII-XIII wieku n.e.
- wieś biskupia – ok. XIV wieku (pierwszy zapis – 1332 r.)
- miasto feudalne – pocz. XV wieku (lokacja – 1414 i 1423 r.)
- 1423 – 1806 – we władaniu biskupów włocławskich
- 1793 – 1806 – pod zaborem pruskim (po sekularyzacji dóbr kościelnych od 1806 r. miasto rządowe)
- 1807 – 1815 – w granicach Księstwa Warszawskiego
- od 1815 roku – wchodzi w skład Królestwa Polskiego
- 1830 – 1863 – pod administracją polsko-rosyjską
- 1863 – 1914 – w administracji rosyjskiej
- 1914 – 1918 – głównie pod okupacją niemiecką
- 1918 – 1939 – drugie co do wielkości miasto II RP
- 1939 – 1945 – pod okupacją niemiecką
- 1945 – 1980 – Okres PRL,
- 1980 – 2008 – okres transformacji ustrojowej od sierpnia 1980 do współczesności czyli roku 2008 kiedy ją opublikowano.

Encyklopedię w wersji zeszytowej publikowano w zmiennym nakładzie wahającym się od 3000 do 6000 egzemplarzy. Publikacja jest bogato ilustrowana oryginalnym historycznym materiałem zdjęciowym pochodzącym z archiwów Urzędu Miasta Łodzi oraz Archiwum Państwowego w Łodzi. Każdy z zeszytów zawiera wstęp redaktora naczelnego wprowadzającego w treść. W wydaniu tym ukazującym się jako dodatek do miesięcznika "Piotrkowska 104" wyszło w sumie 12 zeszytów :
- Zeszyt I, strony 1-32, nakład brak danych,Okres pradziejów i średniowiecza,
- Zeszyt II, strony 33-62, nakład 6000 egz., Od połowy XVI wieku do końca XVIII wieku,
- Zeszyt III, strony 63-92, nakład 6000 egz.,Początek XIX wieku wizja nowego miasta,
- Zeszyt IV, strony 93-122, nakład 6000 egz., Pierwsza połowa XIX wieku narodziny przemysłu,
- Zeszyt V, strony 123-152, nakład 6000 egz., Druga połowa XIX wieku. Czasy wielkiego kapitału,
- Zeszyt VI, strony 153-182, nakład 6000 egz., Druga połowa XIX wieku. Polski Manchester,
- Zeszyt VII, strony 187-216, nakład 6000 egz., Przełom XIX i XX wieku. Rewolucja w ziemi obiecanej,
- Zeszyt VIII, strony 217-246, nakład 6000 egz., Od wojny do niepodległości (1914-1918). Miasto w latach 1914-1918,
- Zeszyt IX, strony 247-272, nakład 6000 egz., Okres II Rzeczypospolitej. Lata 20., lata 30. XX wieku,
- Zeszyt X, strony 273-294, nakład 6000 egz., Czas okupacji 1939-1945 – Litzmannstadt,
- Zeszyt XI, strony 295-320, nakład 5000 egz., Lata powojenne, czasy PRL,
- Zeszyt XII, strony 321-342, nakład 3000 egz., Przełom i transformacja od sierpnia'80 do końca XX wieku.

Wydanie książkowe opublikowane w 2015 grupowało zawartość zeszytów w jeden tom. Tytuł każdego z nich był kolejnym rozdziałem książki .